# Spring Street (Eighth Avenue Line)
Spring Street is een station van de metro van New York aan de Eighth Avenue Line in het stadsdeel Manhattan. Het station is geopend in 1932. De lijnen  maken gebruik van dit station.
 ·  ·  ·  ·  ·  ·  ·  ·  · 